# 堀家一希
堀家 一希（ほりけ かずき、1997年11月21日 - ）は、日本の俳優。

## 略歴
2016年11月5日、土曜ドラマ『THE LAST COP/ラストコップ』（日本テレビ）で俳優デビュー。
2017年2月13日公開『夜空はいつでも最高密度の青色だ』で映画初出演。同年10月17日、火9ドラマ『明日の約束』（関西テレビ・フジテレビ）で連続ドラマに初めてレギュラー出演。
2023年1月13日公開『世界は僕らに気づかない』で映画初主演。
2024年6月24日、連続テレビ小説『虎に翼』第13週に出演し、NHK朝ドラ初出演。
2025年5月31日、レプロエンタテインメント退所。

## 人物
岡山県出身。趣味は、手品。特技は、サッカー。子供の頃はお笑い芸人になりたいと思っていた。西田敏行の演技をみて俳優を志し、人を幸せな気持ちにできる俳優なりたいと語っている。
「東京リベンジャーズ」で林田春樹（パーちん）を演じるにあたり役作りの為、普段より体重を15kg増量して挑んでいた。

## 出演

### テレビドラマ
- THE LAST COP/ラストコップ 第5話・第6話（2016年11月5日・12日、日本テレビ）
- CRISIS 公安機動捜査隊特捜班 第3話（2017年4月25日、関西テレビ・フジテレビ） - 藤崎正一 役
- 貴族探偵 第8話（2016年6月5日、フジテレビ） - 三島純夫 役
- ラブホの上野さん season2 第10話（2017年12月21日、フジテレビ）
- 明日の約束（2017年10月17日 - 12月19日、関西テレビ・フジテレビ） - 渡辺純也 役
- BG〜身辺警護人〜 第8話・最終話（2018年3月8日・15日、テレビ朝日） - 村田庸一 役
- 激レアさんを連れてきた。ドラマシアター 激アツ!!ヤンキーサッカー部（2018年9月21日・28日、テレビ朝日系） - ウエ 役[5]
- 部活、好きじゃなきゃダメですか?（2018年10月23日 - 12月25日、日本テレビ） - 塩田 役[6][7]
- 初めて恋をした日に読む話（2019年1月15日 - 3月19日、TBS） - ナラ 役[8]
- 俺のスカート、どこ行った? （2019年4月20日 - 6月22日、日本テレビ） - 駒井和真 役[9][10]
- 絆のペダル（2019年8月24日、日本テレビ「24時間テレビ 愛は地球を救う42」ドラマスペシャル） - 巻山周 役[11]
- 警視庁・捜査一課長 スペシャル（2019年12月15日、テレビ朝日） - 平野啓司 役
- 君と世界が終わる日に（2021年1月17日 - 3月21日、日本テレビ） - 沢健太郎 役[12]
- ネメシス 第5話（2021年5月9日、日本テレビ） - 天野三魚 役
- イチケイのカラス 第9話（2021年5月31日、フジテレビ） - 薮下 役
- 俺の美女化が止まらない!? 第7話（2023年5月18日、テレビ東京） - 苺美の元カレ 役
- 僕たちの校内放送 第2話・最終話（2023年8月9日・8月23日、フジテレビ） - 原島 役
- いちばんすきな花 第5話・最終話（2023年11月9日・12月21日、フジテレビ） - 伊田幸徳 役[13]
- 家政夫のミタゾノ 第6シリーズ 最終話（2023年12月5日、テレビ朝日） - 桃山遊太 役[14]
- 好きやねんけどどうやろか（2024年1月12日 - 3月15日、読売テレビ） - 龍田要 役[15]
- これから配信はじめます 第3話（2024年3月23日、テレビ東京） - 主演・水戸匠 役（小笠原海とW主演）[16]
- 特捜9 season7 第4話（2024年4月24日、テレビ朝日） - 九條学 役[17]
- 連続テレビ小説 虎に翼（2024年6月24日 - 27日、NHK） - 大庭徹次 役[1]
- D&D〜医者と刑事の捜査線〜 第3話（2024年11月1日、テレビ東京） - 滝川春人 役[18]
- 未成年〜未熟な俺たちは不器用に進行中〜（2024年11月5日 - 2025年1月7日、読売テレビ） - 真島京平 役[19]
- オクトー 〜感情捜査官 心野朱梨〜 Season2 第7話（2024年11月14日、読売テレビ・日本テレビ系） - 藤原大貴 役[20]
- 問題物件 第4話（2025年2月5日、フジテレビ） - 塩田悦司 役[21]
- 極道上司に愛されたら（2025年7月23日 - 、MBS・TBS） - 松本涼平 役[22]

### 配信ドラマ
- ヤコ、ショウがクセになる。（2022年2月11日 - 3月25日、Paravi） - 五所宇喜男 役[23]
- 俺の美女化が止まらない!? 第7話（2023年2月22日、Paravi） - 鴨川風太郎 役
- 夢で見たあの子のために（2023年8月29日 - 、Lemino） - 内藤仁志 役[24]

### 映画
- 夜空はいつでも最高密度の青色だ（2017年）
- トモダチゲーム劇場版ファイナル（2017年） - ユウセイ 役
- L♡DK ひとつ屋根の下、「スキ」がふたつ。（2019年3月21日公開） - 佐藤亮介 役
- 泣くな赤鬼（2019年6月14日公開） - 斎藤智之(ゴルゴ)※高校時代 役
- 東京リベンジャーズ - 林田春樹 役
  - 東京リベンジャーズ（2021年7月9日公開）[25]
  - 東京リベンジャーズ2 血のハロウィン編 -運命-（2023年4月21日公開）
  - 東京リベンジャーズ2 血のハロウィン編 -決戦-（2023年6月30日公開）
- 世界は僕らに気づかない（2023年1月13日公開） - 主演・純悟 役[26]
- 縁の下のイミグレ（2023年6月30日公開） - 土井 役
- i ai（2024年3月8日公開）- キラ 役
- 劇場版 ほんとうにあった怖い話〜変な間取り〜「エピソード3：林に埋まった映像」（2024年8月9日公開予定）[27]
- 蔵のある街（2025年8月22日公開予定）[28][29]

### 舞台
- Wonderful Family（2015年）
- ピーパータン（2015年）
- 大阪版Wonderful Family（2016年）
- エンタメンタルホスピタル（2016年）
- 破壊ランナー（2017年）
- 役者の証 ※配信のみ（2020年）
- すべての人類が家にいる（2022年12月9日 - 18日、浅草九劇）

### CM
- 第一興商（2016年）
- SOFTBANK　「SUPER STUDENT」（2017年）
- 信学会（2017年）
- New Balance/ NB HANZOコレクション（2017年）

### ミュージック・ビデオ
- KANA-BOON「Fighter」（2017年）
- シナリオアート「アイマイナー」（2022年）